# Waller (Texas)
Waller és una població dels Estats Units a l'estat de Texas. Segons el cens del 2000 tenia 2.092 habitants.

## Demografia
Segons el cens del 2000, Waller tenia 2.092 habitants, 768 habitatges, i 530 famílies. La densitat de població era de 542,1 habitants per km².
Per edats la població es repartia de la següent manera: un 28,9% tenia menys de 18 anys, un 15,4% entre 18 i 24, un 28,5% entre 25 i 44, un 17,7% de 45 a 60 i un 9,5% 65 anys o més.
L'edat mediana era de 29 anys. Per cada 100 dones de 18 o més anys hi havia 94,5 homes.
La renda mediana per habitatge era de 33.162 $ i la renda mediana per família de 42.569 $. Els homes tenien una renda mediana de 30.337 $ mentre que les dones 21.250 $. La renda per capita de la població era de 14.860 $. Aproximadament el 14,3% de les famílies i el 18,3% de la població estaven per davall del llindar de pobresa.

## Poblacions més properes
El següent diagrama mostra les poblacions més properes.